# Myrsine katrikouensis
Myrsine katrikouensis är en viveväxtart som först beskrevs av M.Schmidt, och fick sitt nu gällande namn av Ricketson och Pipoly. Myrsine katrikouensis ingår i släktet Myrsine och familjen viveväxter. Inga underarter finns listade i Catalogue of Life.